# Stor-Italien
Stor-Italien (italiensk: Grande Italia) var et ambitiøst projekt udtænkt af det fascistiske Italien, hvor målet var at skabe et omfattende storrige eller imperium bestående af - ud over de irredentiske territorier Korsika, Nice, Dalmatien og Malta - en række territorier omkring Middelhavet så som Albanien, Montenegro, det nordlige Tunesien og det nordlige Libyen. Hensigten var at skabe en italiensk stat, hvori de ikke-italienske dele skulle assimileres og en omfattende italiensk kolonialisering gennemføres. Ekspansionen var tænkt at sikre Italien en mulighed for at genvinde kontrollen over Middelhavet, der skulle være et italiensk indhav ("Mare Nostrum" (latin: "Vort Hav")), og samtidig opnå en fri adgang til verdenshavene uden for andre landes kontrol (som den udøvedes ved Gibraltar og Suez-kanalen).

## Baggrund
I 1936 tiltrådte Cesare Maria De Vecchi som guvernør over de italiensk kontrollerede øer i det Ægæiske hav. Kort efter sin tiltræden begyndte De Vecchi inden for rammerne af det italienske fascistparti at gøre sig til talsmand for skabelsen af et nyt italienskt imperium (italiensk: "Italia Imperiale") - et rige, som, i lighed med Romerriget, skulle strække sig uden for Europa og medtage store dele af det nordlige Afrika (på italiensk kendt som: "Quarta Sponda", den fjerde kyst).
De Vecchis drøm var et italiensk imperium, som inkluderede alle de europæiske områder, som italienske irredentister ønskede at indlemme i Italien: (Nice, Savojen, Ticino, Venezia Giulia, Dalmatien, Korfu, Malta og Korsika), og hvor der gennem flere århundreder havde boet italienere, men desuden de nordafrikanske territorier (Libyen og Tunesien), hvor italienske emigranter dannede "kolonier" under den senere del af 1800-tallet.
Fra 1936 og frem til tiden under 2. verdenskrig inkluderedes tillige de italienske bosættelser i det Ægæiske hav: (de ioniske øer, Zakynthos, Ithaka med flere) i projektet. Det fascistiske regime indledte en proces, hvor under de græske øer skulle gøres mere italienske.

## Betydning
De Vecchis synspunkter accepteredes delvist af Mussolini i 1940'erne, da Italien deltog i 2. verdenskrig, men stødte på modstand og skepsis fra den italienske konge, Victor Emanuel 3.s, side.
I 1942, da Italien havde fuldbyrdet okkupationen af Korsika og Tunesien, var de territorier, som De Vecchi havde talt om, med undtagelse af Malta, alle kommet i hænderne på italienerne. Projektet blev imidlertid ikke politisk udført, da krigslykken netop da vendte for Aksemagterne.